# エル ELLE
『エル ELLE』（原題:Elle, フランス語で「彼女」を意味する）は、2016年にフランス、ベルギー、ドイツで製作されたスリラー映画である。監督はポール・バーホーベン、主演はイザベル・ユペールが務めた。原作は、フィリップ・ジャンが2012年に上梓し、アンテラリエ賞を受賞した小説『Oh...』（邦訳：『エル ELLE』松永りえ訳、早川書房、2017年）である。
本作は第69回カンヌ国際映画祭のコンペティション部門に出品され、パルム・ドール獲得にこそ至らなかったが、批評家から極めて高い評価を得た（後述）。特に、ミシェルを演じたイザベル・ユペールの演技は「キャリアベストの演技」と賞賛され、第89回アカデミー賞の主演女優賞にノミネートされた。

## ストーリー
ミシェルは自宅に侵入してきたスキーマスクを被った男にレイプされるが、男が去った後、彼女は何事も無かったかのように掃除を始める。レイプの一報を聞いたミシェルの友人たちは警察へ通報することを勧めてきたが、ミシェルは過去のトラウマから警察に不信感を抱いており、被害を相談する気になれない。
ミシェルはレイプ犯が自分の知り合いだという確信を強めていった。モンスターがミシェルをレイプするCG動画が会社中に送付される事件が起こり、ミシェルはまず反抗的な社員キュルトを疑う。そんな状況下で、ミシェルは自宅の外に不審な男がいることに気がつく。ミシェルは撃退スプレーを噴射したが、その男は元夫のリシャールであった。ミシェルの身の安全を案じてやってきたのである。この騒動の後、ミシェルは自分に恋慕していた別の従業員が動画を作成したことを知るが、その男はレイプ犯ではなかった。
ある夜、ミシェルの自宅にマスク男がふたたび侵入してきたが、ミシェルは揉み合いの末にマスクをはぎ取ることに成功した。レイプ犯は近所に住むパトリックだった。これでもなお、ミシェルは警察に通報しようとはしない。それどころか、自宅の防犯を増強することすらしようとしない。
ミシェルとパトリックの関係は結末に向けてエスカレートしていく。

## キャスト
- ミシェル・ルブラン - イザベル・ユペール

ゲーム会社の経営者で、強権的な手腕を発揮しており、男性従業員は彼女に憤懣を抱くか、のぼせ上がるかのどちらかである。また、息子のヴァンサンとの仲が思わしくないことを悩んでいる。
父親は連続殺人犯で服役しているが、もう少しで保釈される予定である。父親はまだ子供だったミシェルにも暴力を加えた。また、メディアの執拗な報道の被害に遭ったことがトラウマになっている。
- ロベール - クリスチャン・ベルケル

既婚者であるにも拘わらず、ミシェルと肉体関係を持つ。
- アンナ - アンヌ・コンシニ

ミシェルのビジネスパートナーでもあり、親友でもある。ロベールの妻。
- パトリック - ロラン・ラフィット（フランス語版）

ミシェルの自宅の近くに住んでいる銀行員。
- レベッカ - ヴィルジニー・エフィラ（フランス語版）

敬虔なカトリック教徒の女性。パトリックの妻。
- リシャール・カサマヨウ - シャルル・ベルラン

ミシェルの元夫。売れない作家。
- ジョジー - アリス・イザーズ（フランス語版）

ミシェルの息子ヴァンサンと同棲中の恋人。妊娠中。ミシェルから毛嫌いされている。
- イレーヌ・ルブラン - ジュディット・マール（フランス語版）

ミシェルの母親。ナルシストで若い男を漁っているが、ミシェルはそれをよく思っていない。
- ヴァンサン - ジョナ・ブロケ

ミシェルの息子。麻薬の売人だった。妊娠中の恋人ジョジーと同棲しているが、いつも彼女に振り回されている。
- キュルト - ルーカス・プリゾル（フランス語版）

ミシェルの会社の従業員。ミシェルに対して反抗的。
- ケヴィン - アルチュール・マゼ（フランス語版）

ミシェルの会社の従業員。ミシェルに従順。
- ラルフ - ラファエル・ラングレ（フランス語版）

イレーヌの若い恋人。ミシェルから毛嫌いされている。
- エレーヌ - ヴィマラ・ポンス（フランス語版）

リシャールの女友だち。ヨガのインストラクター。

## 製作

### 企画段階
本作の監督を務めるにあたって、バーホーベンは「この映画を作ることで、私は今まで自分が作り上げたことのないものを作れるかもしれないと思った。それは未知の世界への跳躍でもあるが、芸術家である以上、新しいことに挑むのは重要なことだ。私が一個の実存になることができるからだ。芸術家なら、できる限り未知の世界に足を踏み入れ、そこで自分に起きたことを見つめなければならない。」と語った。
第67回カンヌ国際映画祭の会場において、本作が製作途中にあることが発表され、「純粋なバーホーベン流の映画であり、極めてエロティックかつ倒錯的な内容」という説明がなされた。バーホーベンはニコール・キッドマンならミシェルという難役を演じられるという確信を抱いていた。キッドマンの他にも、ダイアン・レイン、シャロン・ストーン、ジュリアン・ムーア、マリオン・コティヤール、シャーリーズ・セロン、カリス・ファン・ハウテンがミシェル役に想定されていた。バーホーベンはアメリカ人女優がこのような大胆な役を演じたがらないことに不満を述べている。バーホーベンはオファーを受ける可能性があった唯一の女優としてジェニファー・ジェイソン・リーの名を挙げたが、知名度の不足から起用に至らなかった。
当初、本作の撮影はシカゴかボストンで行われる予定だったが、暴力的かつ背徳的な内容の作品をアメリカで撮影すると、『氷の微笑』の方向性になってしまうと判断され、フランスで撮影が行われることになった。その結果、バーホーベンはフランス語の習得に相当な時間を費やすことになった。2014年9月、イザベル・ユペールがミシェル役に起用された。ユペールは本作に関して「私は役の整合性については疑わなかった。もちろん、『エル』をレイプやレイプ加害者に惹かれる女性という物語に回収するならば、この映画の意図全体がひどく狭い偏ったものになってしまう。『エル』はそれ以上の広がりを持つ物語である。女性とは何か、男性とは何かといった安易な通念に従わないからこそ、ミシェルは面白いキャラクターになっている。誰が見ても『エル』は女性を主人公とした映画だ。しかし、この作品は男性―自分を押し殺して生きるとても弱い、とても脆い人間―についての映画でもあるのだ。だからこそ、この映画は女性の自立を描いた映画になっている。」と述べている。

### 撮影
本作の撮影は2015年1月10日に始まり、パリとその周辺地域で行われた。1月7日のシャルリー・エブド襲撃事件の影響を受けて、警察署を借りた撮影が出来なくなった。ミシェルの自宅でのシーンの撮影はサン＝ジェルマン＝アン＝レーで5週間にわたって行われた。バーホーベンの演出はジャン・ルノワールの『ゲームの規則』やフェデリコ・フェリーニの『8 1/2』、オーソン・ウェルズの『黒い罠』に影響を受けたものになったという。なお、本作の撮影にはレッド・デジタル・シネマカメラ・カンパニー製の2台のカメラが使用された。これにより、撮影期間を短くすることが出来たという。

## 公開
2015年5月に開催されたカンヌ国際映画祭の会場で、本作のポスターが初めて公開され、SBSプロダクションズが本作の配給権を販売した。2016年1月16日、本作のファースト・トレイラーと最終版のポスターが公開された。同年3月11日、SBSディストリビューションが本作の全仏公開日を2016年9月21日から同年5月25日に前倒しすると発表した。4月14日、第69回カンヌ国際映画祭のコンペティション部門への出品が決まった。27日、本作の劇中写真数枚が公表された。2016年5月11日、ソニー・ピクチャーズ・クラシックスが本作の北米配給権を購入した。カンヌでの上映後、ソニーは本作の全米公開日を2016年11月11日に設定した。
本作はトロント国際映画祭、サン・セバスティアン国際映画祭、ロンドン映画祭、ニューヨーク映画祭、AFI映画祭でも上映された。

## 評価
カンヌで本作が上映された後、7分間にもわたるスタンディングオベーションが巻き起こった。『ハリウッド・レポーター』のレスリー・フェルプリンは「今まで製作されたレイプ映画の中でも最高の作品」「劇中でミシェルがレイプに対して見せた複雑な反応は、フェミニストの怒りを買うだろう。しかし、あの描写は映画史で最も勇気を要する描写の一つであり、最も誠実な描写の一つであった。」と評している。『カイエ・デュ・シネマ』のステファン・デロームは「バーホーベンの衝撃的な復帰作だ。私たちはこれほどまでに大胆不敵で芳醇な映画を想像だにしなかった。」と賞賛している。
映画批評集積サイトのRotten Tomatoesには150件のレビューがあり、批評家支持率は89%、平均点は10点満点で7.9点となっている。サイト側による批評家の意見の要約は「『エル ELLE』において、ポール・バーホーベンは最大限の力を発揮しており、主演のイザベル・ユペールは見事な演技で作品に貢献している。」となっている。また、Metacriticには35件のレビューがあり、加重平均値は89/100となっている。